# Antoine Poictevin de la Rochette
 (juillet 2018).
Pour les autres membres de la famille, voir Famille Poictevin de La Rochette.
Antoine-Louis-Athanase Poictevin de La Rochette, né le 2 juin 1837 à Assérac et mort le 4 mars 1879 à Paris, est un militaire et homme politique français.

## Biographie
Fils d'Ernest Poictevin de La Rochette, Antoine Poictevin de La Rochette suit la carrière militaire et sert, de 1861 à 1868, dans les zouaves pontificaux, en qualité d'officier de dragons. Il assiste à la bataille de Mentana, est cité à l'ordre du jour, prend part à la Guerre franco-allemande de 1870, comme lieutenant-colonel d'un régiment de mobilisés, et est décoré de la Légion d'honneur après la campagne. 
Propriétaire terrien, maire d'Assérac et propriétaire du journal L'Espérance du peuple, il se présente comme candidat légitimiste, aux élections législatives de 1876, et est élu député de la 2e circonscription de Saint-Nazaire. Il siège dans la minorité de droite et combat la politique des 363. Réélu, le 14 octobre 1877, il se bat en duel contre un député de la gauche, Laisant, et il est légèrement blessé. 
Décédé le 4 mars 1879, il est remplacé, le 6 avril suivant, par son frère, Ernest de la Rochette.